# Pedro Ortiz
Pedro Ortiz Bernat (Sóller, 19 agosto 2000) è un calciatore spagnolo, centrocampista del Córdoba.

## Carriera
Cresciuto nel settore giovanile dell'Atlético Baleares, debutta in prima squadra il 2 settembre 2018, in occasione dell'incontro di Segunda División B vinto per 1-0 contro l'Alcoyano; al termine della stagione totalizza complessivamente 15 presenze e una rete.
L'8 luglio 2019 viene acquistato dal Siviglia, che lo aggrega alla propria squadra riserve, firmando un contratto quadriennale. Ha esordito con la prima squadra degli andalusi il 15 agosto 2021, subentrando a Joan Jordán al minuto 84' nell'incontro della Liga vinto per 3-0 contro il Rayo Vallecano. Dopo solo un'altra presenza in campionato con la prima squadra del Siviglia, il 17 gennaio 2023 viene ceduto in prestito al Vizela fino al termine della stagione.

## Statistiche

### Presenze e reti nei club
Statistiche aggiornate al 1º aprile 2023.
| Stagione                 | Squadra                  | Campionato               | Campionato | Campionato | Coppe nazionali | Coppe nazionali | Coppe nazionali | Coppe continentali | Coppe continentali | Coppe continentali | Altre coppe | Altre coppe | Altre coppe | Totale | Totale |
| Stagione                 | Squadra                  | Comp                     | Pres       | Reti       | Comp            | Pres            | Reti            | Comp               | Pres               | Reti               | Comp        | Pres        | Reti        | Pres   | Reti   |
| ------------------------ | ------------------------ | ------------------------ | ---------- | ---------- | --------------- | --------------- | --------------- | ------------------ | ------------------ | ------------------ | ----------- | ----------- | ----------- | ------ | ------ |
| 2018-2019                | Atlético Baleares        | SDB                      | 11+4       | 1+0        | CR              | 0               | 0               |                    | -                  | -                  |             | -           | -           | 15     | 1      |
| 2019-2020                | Siviglia Atlético        | SDB                      | 20         | 2          |                 | -               | -               |                    | -                  | -                  |             | -           | -           | 20     | 2      |
| 2020-2021                | Siviglia Atlético        | SDB                      | 13+6       | 0+1        |                 | -               | -               |                    | -                  | -                  |             | -           | -           | 19     | 1      |
| 2021-2022                | Siviglia Atlético        | PDR                      | 11         | 0          |                 | -               | -               |                    | -                  | -                  |             | -           | -           | 11     | 0      |
| 2022-gen. 2023           | Siviglia Atlético        | SF                       | 10         | 1          |                 | -               | -               |                    | -                  | -                  |             | -           | -           | 10     | 1      |
| Totale Siviglia Atlético | Totale Siviglia Atlético | Totale Siviglia Atlético | 54+6       | 3+1        |                 | -               | -               |                    | -                  | -                  |             | -           | -           | 60     | 4      |
| 2021-2022                | Siviglia                 | PD                       | 1          | 0          | CR              | -               | -               | UCL+UEL            | -                  | -                  |             | -           | -           | 1      | 0      |
| 2022-gen. 2023           | Siviglia                 | PD                       | 1          | 0          | CR              | -               | -               | UCL+UEL            | -                  | -                  |             | -           | -           | 1      | 0      |
| Totale Siviglia          | Totale Siviglia          | Totale Siviglia          | 2          | 0          |                 | -               | -               |                    | -                  | -                  |             | -           | -           | 2      | 0      |
| gen.-giu. 2023           | Vizela                   | PL                       | 6          | 0          | CP+CdL          | -               | -               |                    | -                  | -                  |             | -           | -           | 6      | 0      |
| Totale carriera          | Totale carriera          | Totale carriera          | 83         | 5          |                 | 0               | 0               |                    | -                  | -                  |             | -           | -           | 83     | 5      |

## Palmàres

### Competizioni internazionali
- UEFA-CONMEBOL Club Challenge: 1

Siviglia: 2023